# (466352) 2013 RF57
(466352) 2013 RF57 es un asteroide perteneciente al cinturón de asteroides, descubierto el 29 de octubre de 2005 por el equipo Spacewatch desde el Observatorio Nacional de Kitt Peak (Arizona, Estados Unidos).